# Vinasat 1
VinaSat 1 ist ein geostationärer Kommunikationssatellit und der erste Satellit der Sozialistischen Republik Vietnam. Er wurde auf Basis eines am 12. Mai 2006 geschlossenen Vertrages von Lockheed Martin gebaut und gestartet, aber von der Vietnam Posts and Telecommunications Group (VNPT) betrieben. Das Projekt startete im Jahre 1995. Ende 2002 wurde die Konzeptphase abgeschlossen und Anfang 2003 startete die Angebotsphase für den Satelliten. Am 12. Mai 2006 wurde in Hanoi der Vertrag über den Bau des Satelliten abgeschlossen, wobei die kanadische Firma Telesat als technischer Berater diente.
VinaSat 1 wurde am 18. April 2008 durch eine Ariane-5-ECA-Rakete zusammen mit Star One C2 ins All gebracht und bei 132° Ost positioniert. Der Satellit basiert auf der Satellitenbus-A2100A-Plattform von Lockheed Martin und ist mit C/Ku-Band-Hybrid-Transpondern ausgestattet.
Er verbessert für die "Vietnam Posts and Telecommunications Group" die Versorgung von Vietnam mit Radio, Fernsehen, Telefon und Datenkommunikation (~ 12.000 Internetkanäle und 120 Digital-TV-Programme) und macht das Land unabhängiger von erdgebundenen Systemen. Gesteuert wird der Satellit von der 2001 gebauten Kontrollstation Quê Duong bei Hanoi.